# Schloss Glaswein

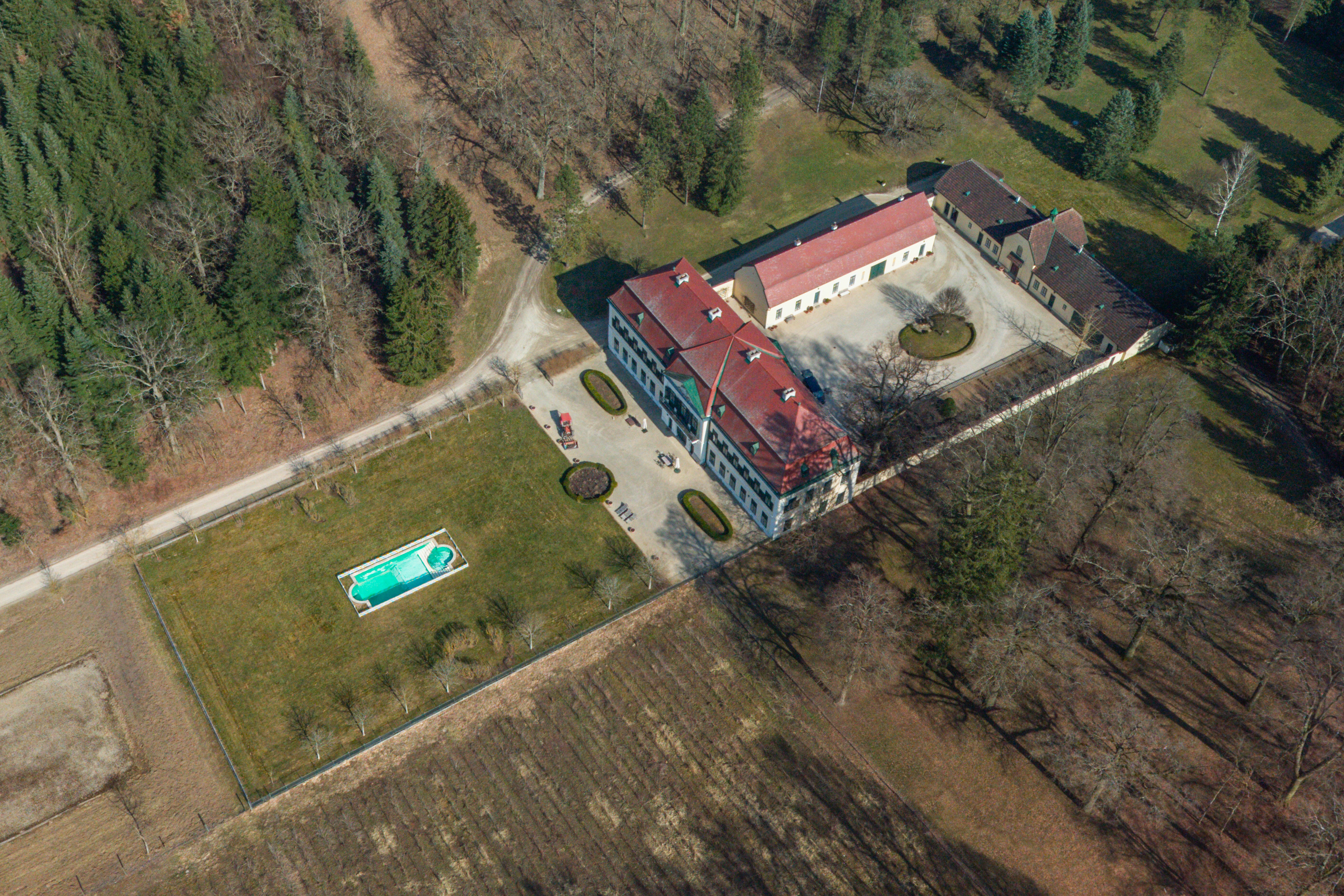
Schloss Glaswein Luftaufnahme

Schloss Glaswein steht in Glaswein, einem Ortsteil von Großmugl in Niederösterreich.
Das Jagdschloss wurde 1762 durch den Grafen Wenzel von Sinzendorf errichtet. Nach den Grafen von Sinzendorf gelangte das Schloss an die Grafen von Fünfkirchen und 1831 an die Freiherren von Bartenstein, die es 1850 an Freiherrn Max Josef von Vrints-Berberich veräußerten. Durch Eheschließung von Eugenie Comtesse Vrints zu Falkenstein mit Botho Seutter von Loetzen gelangte das Schloss an die Familie ihres Mannes. Während des Zweiten Weltkriegs als Lazarett genutzt und 1945 von Soldaten der Roten Armee geplündert sowie schwer beschädigt, dauerte es bis 1954 um die entstandenen Schäden zu beheben. Der derzeitige Eigentümer ist Dirk Brandis, der das Jagdschloss originalgetreu restaurieren ließ.
Das zweigeschoßige, barocke Jagdschloss wird ringsum mit eingeschoßigen Nebentrakten erweitert, die einen Innenhof ergeben. Das Schloss war ursprünglich nur zur zeitweiligen Benutzung vorgesehen, ist aber dennoch prächtig ausgestattet. Die barocke Prunkstiege mit als Laternen ausgebildeten Vasenaufsätzen führt zum Großen Salon, der 1769 von Johann Franz Greipel mit Wandgemälden (Ölmalereien auf geglättetem Putz) ausgestattet wurden. Die Decke zeigt Diana mit ihrem Hundewagen und die Wände zeigen Szenen aus dem Landleben. Beiderseits befinden sich je zwei weitere Salons, die ebenso mit Wandbildern  geschmückt sind.
Das Schloss ist denkmalgeschützt (Listeneintrag).